# La Demoiselle d'Orléans
Albums de Mireille Mathieu
Les grandes chansons françaises
(1985) Après toi
(1986)
La Demoiselle d'Orléans est un album de la chanteuse française Mireille Mathieu sorti en France en 1985 sous le label Ariola.

## Chansons de l'album
- Face 1

1. La demoiselle d'Orléans (Pierre Delanoé/Jean-Pierre Bourtayre/Jacques Revaux)
2. Aimez-moi (J. Mills/Marie-Paule Belle)
3. Tout simplement une femme (J.-L Chesnais/M. Carcelês)
4. La liberté sur l'Atlantique (M.-F. Bonnard/C.-L. Lemesle/Brigit Berthelier/P. Porte/A. Lutereau)
5. Evidemment (D. Valls/Paul Mauriat)

- Face 2

1. Made in France (Pierre Delanoé/Jean-Pierre Bourtayre)
2. C'était (le premier rendez-vous) (D. Valls/Paul Mauriat)
3. Je m'ennuie de toi (Eddy Marnay/M. Heinberg)
4. Comment est-elle? (Didier Barbelivien/Jean Claudric)
5. La star des années 30 (Claude Lemesle/Lother Brühne)